# Al ben ik mister Mundy niet
Al ben ik mister Mundy niet is een single van Jack de Nijs, later bekend onder zijn artiestennaam Jack Jersey. Op de B-kant verscheen het nummer Geen poen voor Barcelona. Anders dan de B-kant verscheen Al ben ik mister Mundy niet niet op zijn album Jack de Nijs zingt Sofia Loren. De single stond vier weken genoteerd in de Tipparade van Radio Veronica, maar bereikte de hitlijsten niet. Hij schreef het met Jan Sebastiaan.
Minster Mundy in het lied is het personage Al Mundy die door Robert Wagner werd gespeeld in de televisieserie It takes a thief. Hij is een contraspion en vooral ook de rokkenjager waarover Jersey zingt dat hij dat niet is (Ik ben geen man voor de romantiek; er is geen vrouw die mij wil stelen). De serie werd van 1968 tot 1970 op de Nederlandse televisie uitgezonden door de TROS.